# História meteorológica do furacão Jeanne
A história meteorológica do furacão Jeanne durou cerca de duas semanas em setembro de 2004. O furacão Jeanne foi o décimo primeiro ciclone tropical, a décima tempestade nomeada, o sétimo furacão e o sexto maior furacão da temporada de furacões no Atlântico de 2004. Formou-se a partir de uma onda tropical em 13 de setembro próximo às Pequenas Antilhas e encontrou condições favoráveis o suficiente para atingir o status de tempestade tropical. Jeanne fortaleceu-se ainda mais no leste do Mar do Caribe, tornando-se uma forte tempestade tropical e desenvolvendo um olho antes de atingir Porto Rico em 15 de setembro. Permanecendo bem organizado, atingiu o status de furacão em 16 de setembro antes de atingir o extremo leste da República Dominicana.
O furacão Jeanne enfraqueceu continuamente ao cruzar o leste de Hispaniola, e em 17 de setembro enfraqueceu brevemente para o status de depressão tropical após atingir águas abertas. A sua circulação original se dissipou quando uma nova foi reformada mais perto da área principal de tempestades. Virando-se para o norte, Jeanne reorganizou-se lentamente e em 20 de setembro novamente atingiu o status de furacão. Ele executou uma volta no sentido horário para o oeste, enfraquecendo devido à ressurgência ao alcançar seu caminho novamente. Jeanne encontrou condições favoráveis ao continuar para o oeste e atingiu o status de grande furacão antes de cruzar o norte das Bahamas em 25 de setembro. No dia seguinte, atingiu o condado de Martin, Flórida, quase no mesmo local que o furacão Frances, semanas antes. Jeanne enfraqueceu por causa da terra enquanto virava para o noroeste, deteriorando para o status de depressão tropical na Geórgia em 27 de setembro. Virou para o nordeste, tornando-se extratropical em 28 de setembro antes de se dissipar em 29 de setembro após se fundir com uma frente fria.
O furacão produziu fortes chuvas em seu caminho, incluindo no Haiti, onde a precipitação causou deslizamentos de terra devastadores; mais de 3.000 mortes foram relatadas no país. Chuvas fortes também ocorreram durante as quedas em Porto Rico e Flórida, resultando em inundações do rio. Em seu golpe mais forte, o furacão produziu fortes ventos em uma área anteriormente afetada pelo furacão Frances e, em alguns locais, pelo furacão Charley. No final de sua duração, a combinação de humidade de Jeanne e ar frio resultou em um tornado que se estendeu da Geórgia até os estados do Meio-Atlântico.

## Formação e primeiro landfall
As origens do furacão Jeanne vieram de uma onda tropical que se afastou da costa da África em 7 de setembro. Contendo uma área espalhada de convecção moderada, a onda seguiu para o oeste em 19–27 km/h (12–17 mph), localizada ao sul de uma grande cordilheira. O sistema inicialmente não mostrou sinais de desenvolvimento, com ar seco desfavoravelmente persistindo em toda a região. Em 11 de setembro, a convecção tornou-se um pouco melhor organizada, e no dia seguinte uma ampla curva ciclônica tornou-se evidente. No entanto, o desenvolvimento geral foi prejudicado pelo cisalhamento do vento de nível superior do furacão Ivan no Mar do Caribe, bem como de uma baixa de nível superior ao norte da onda.
No final de 12 de setembro, ao se aproximar das Pequenas Antilhas do norte, a convecção aumentou e tornou-se mais bem organizada em torno de uma área de aumento de curvas ciclônicas. As condições ambientais tornaram-se mais favoráveis, permitindo o desenvolvimento de uma área de baixa pressão e o aumento das características de bandas. No final de 13 de setembro, com a formação de uma ampla circulação de baixo nível, estima-se que o sistema evoluiu para a Depressão Tropical Onze por volta de 110 km (70 mi) leste-sudeste de Guadalupe.

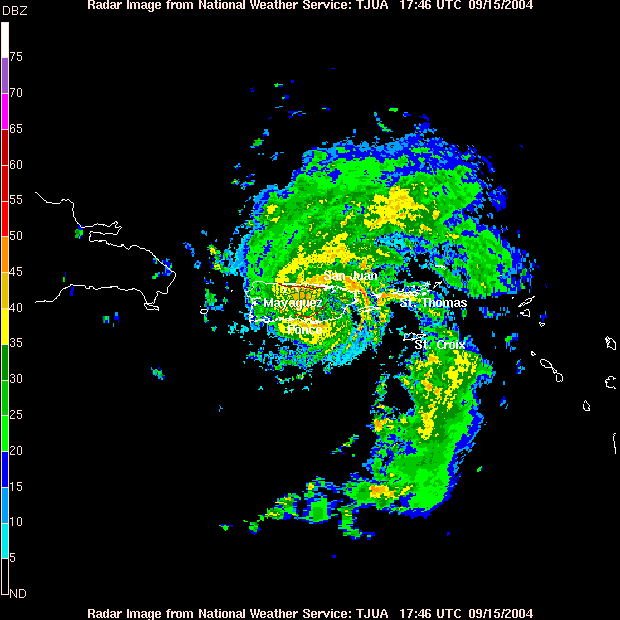
Imagem de radar de Jeanne atingindo Porto Rico

Ao se tornar um ciclone tropical, a depressão foi localizada ao sul da cordilheira subtropical, resultando em uma trilha oeste-noroeste que levou o centro sobre Guadalupe. A circulação foi inicialmente ampla, e o ar seco arrastou temporariamente o quadrante noroeste da tempestade. No entanto, as condições ambientais eram favoráveis o suficiente para um maior desenvolvimento, com um vale mais profundo a oeste proporcionando um fluxo benéfico.  As características das faixas melhoraram em torno da circulação, e o Centro Nacional de Furacões atualizou a depressão para a tempestade tropical Jeanne em 13 de setembro por volta de 217 km (135 mi) a sudeste de Saint Croix. Ao cruzar as Pequenas Antilhas, a tempestade trouxe fortes chuvas localmente, com um total de 300 mm (12 in) relatado em Guadalupe.
A tempestade tropical Jeanne rapidamente se organizou no leste do Mar do Caribe, desenvolvendo um núcleo interno estreito e vazão bem definida enquanto acompanhava as temperaturas da água quente de cerca de 29 °C (84 °F). Inicialmente, a previsão era que a tempestade atingisse o status de furacão antes de cruzar Porto Rico. No entanto, a sua organização se deteriorou no início de 15 de setembro, com imagens de radar rastreando uma circulação de baixo nível se afastando da convecção. O enfraquecimento temporário foi devido ao aumento de cisalhamento e ar seco. Às 1600 UTC em 15 de setembro, Jeanne atingiu a costa perto de Guayama, Porto Rico, com ventos de 110 km/h (70 mph), e conforme se movia para a costa, estava em processo de desenvolvimento de um olho. Em todo o território, a tempestade produziu fortes chuvas, com pico de 60,300 mm (2,375 in) na Ilha de Vieques. As chuvas em toda a região resultaram em inundações moderadas a severas do rio, com várias estações fluviais em Porto Rico relatando níveis históricos. Ventos fracos, geralmente próximos a tempestades tropicais, também afetaram a região.

## Segundo landfall e reorganização

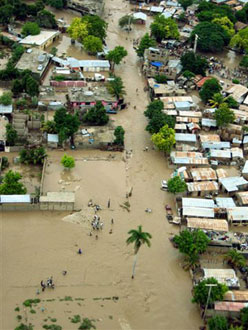
A chuva de Jeanne causou inundações catastróficas no Haiti

A tempestade tropical Jeanne permaneceu em Porto Rico por cerca de oito horas, durante as quais manteve a sua característica visual e núcleo interno de convecção bem definido. Ele se intensificou na passagem de Mona e atingiu o status de furacão ao atingir o extremo leste da República Dominicana em 16 de setembro. Continuando lentamente na direção oeste-noroeste perto da costa, Jeanne enfraqueceu rapidamente para o status de tempestade tropical, e por 24 horas após o desembarque, a sua convecção havia se deteriorado à medida que o aspecto visual se dissipava. No final de 17 de setembro, emergiu no Oceano Atlântico como uma depressão tropical, após ter caído chuvas torrenciais em Hispaniola. Inundações catastróficas e deslizamentos de terra ocorreram no Haiti, incluindo na cidade costeira de Gonaïves, e em mais de 3.000 mortes foram relatadas no país.
Em 17 de setembro, enquanto estava sobre Hispaniola, o Centro Nacional de Furacões emitiu uma previsão que previa que Jeanne chegaria perto de Savannah, Geórgia, em cerca de cinco dias. No entanto, a previsão apontava incerteza quanto às correntes de direção, que dependiam da movimentação dos remanescentes do furacão Ivan e de uma crista construída atrás dele. Depois que deixou o país como uma depressão tropical, o centro de circulação original seguiu para o oeste, longe da convecção, e se dissipou. No entanto, uma nova circulação se desenvolveu mais perto da convecção e Jeanne recuperou o status de tempestade tropical em 18 de setembro. Nessa época, a circulação de nível médio associada ao furacão Ivan havia se combinado com uma depressão para enfraquecer a crista localizada no oeste do Oceano Atlântico; isso fez com que Jeanne seguisse para o norte pelas ilhas Turcas e Caicos.
Enquanto seguia para o norte, a tempestade falhou em se organizar a princípio, devido à influência de uma baixa de nível superior ao sul. A circulação tornou-se ampla e alongada, bem como removida da convecção mais profunda. No entanto, depois de se afastar da baixa, a convecção tornou-se mais organizada e mais associada à convecção. Depois que alguma organização lenta inicial continuou, uma área de convecção profunda desenvolveu-se no centro do meio-dia em 20 de setembro. Um olho se desenvolveu dentro da convecção, e no final de 20 de setembro Jeanne voltou a atingir o status de furacão cerca de 560 km (350 mi) a leste-nordeste das Ilhas Ábaco nas Bahamas.
Enquanto se intensificava como uma tempestade tropical, o Centor Nacional de FUracões enfrentou dificuldades no futuro percurso de Jeanne, com base em duas grandes divergências entre modelo de previsão de ciclones tropicais. Um cenário envolvia a tempestade se acelerando de leste a nordeste ao sul de um vale, seguindo o caminho do furacão Karl a leste. O outro cenário envolvia Jeanne virando para sudeste e girando para oeste devido a uma crista de construção. No início de 20 de setembro, a previsão oficial seguia o primeiro cenário, embora mais tarde naquele dia, as autoridades alterassem a previsão para indicar a virada para o sul.

## Intensidade de pico e chegada final

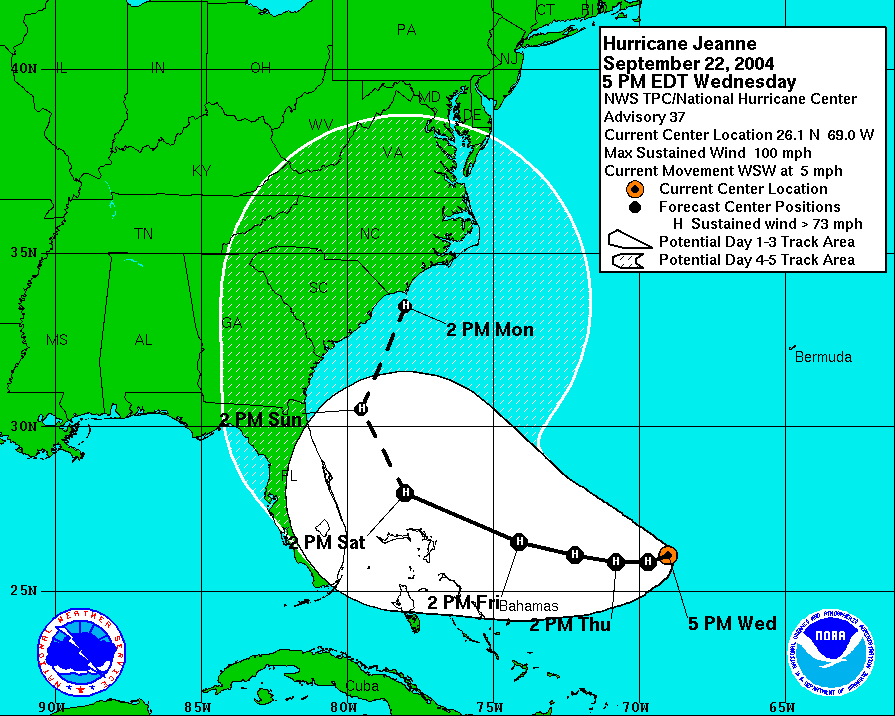
Mapa de previsão vários dias antes do desembarque, indicando ameaça à Carolina do Norte

O furacão Jeanne intensificou-se continuamente ao virar para o leste, desenvolvendo um olho de 84 km (52 mi) de largo. Um movimento para sudeste começou em 22 de setembro, e na mesma época atingiu ventos de 160 km/h (100 mph), tornando-se uma furacão categoria 2 na escala Saffir-Simpson. Ao mesmo tempo, a previsão do Centro Nacional de Furacões para virar para oeste e depois para noroeste, com a sua trajetória projetada de cinco dias dentro de 97 km (60 mi) de Cape Fear, Carolina do Norte. A previsão mais ocidental durante a execução de um modelo foi o modelo NOGAPS, que previu um movimento contínuo para oeste na Flórida central. A previsão oficial mudou no início de 23 de setembro para trazer Jeanne pelo nordeste da Flórida, embora inicialmente o ciclone fosse previsto para virar para o nordeste e atingir a Carolina do Sul como um furacão.
Em 23 de setembro, Jeanne começou a se mover lentamente para o oeste, com seu olho anteriormente bem definido tornando-se irregular. Ele se moveu lentamente sobre as águas que atravessou apenas quatro dias antes, causando ressurgência; este é o processo pelo qual uma tempestade estacionária faz com que a temperatura da água diminua, trazendo as águas mais frias e profundas para a superfície. Como resultado, Jeanne enfraqueceu para um furacão mínimo ao meio-dia em 23 de setembro, embora a previsão fosse que se intensificasse novamente e atingisse o status de grande furacão. No início de 24 de setembro, os ventos diminuíram para 130 km/h (80 mph); a sua convecção enfraqueceu em intensidade, e a parede do olho corroeu devido à entrada de ar seco. No entanto, conforme Jeanne se movia em direção a uma área de águas mais quentes, uma convecção profunda se desenvolveu novamente ao redor do olho. O seu ambiente de nível superior favorável permitiu que o fluxo se tornasse mais bem definido, com um grande olho e ar seco próximo sendo os principais fatores de restrição para o desenvolvimento. Em 1200 UTC em 25 de setembro, Jeanne atingiu o status de grande furacão e duas horas depois atingiu a Ilhas Ábaco.

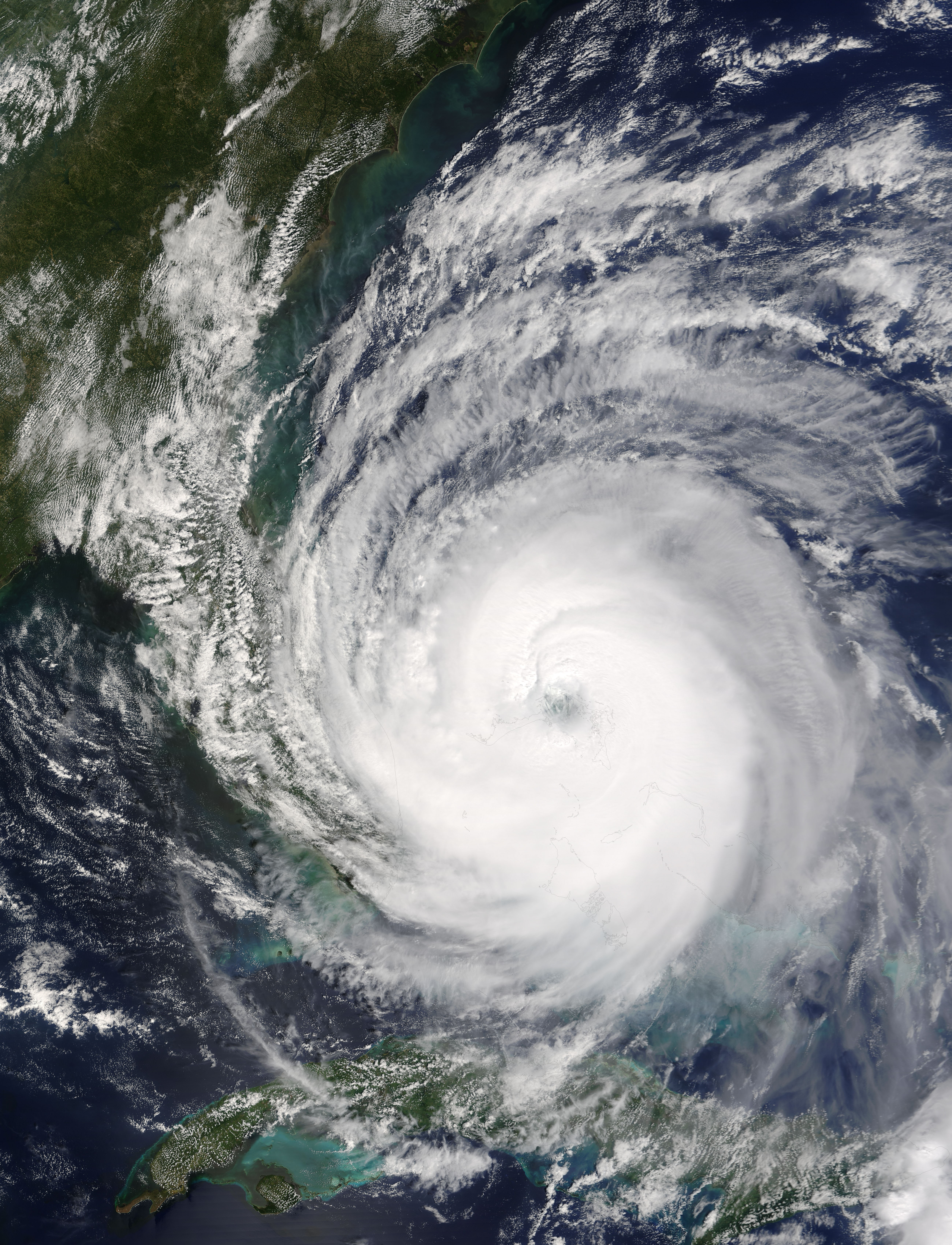
Furacão Jeanne perto de landfall

Após a previsão anterior de virar para noroeste e seguir ao longo da costa nordeste da Flórida, a previsão mudou 24 horas antes de se deslocar em terra para um ponto de desembarque na parte centro-leste do estado; a mudança deveu-se à persistência da cordilheira ao norte. O furacão atingiu a Grande Bahama e, nas Bahamas, produziu rajadas de vento de até 210 km/h (130 mph). Ao se aproximar do litoral da Flórida, não se fortaleceu muito mais, devido a uma reposição da parede do olho; este é o processo pelo qual a parede externa do olho se forma, fazendo com que o olho original encolha e se dissipe devido à falta de humidade. Às 0400 UTC em 26 de setembro, Jeanne atingiu o continente com ventos de pico de 190 km/h (120 mph) no extremo sul da Ilha de Hutchinson perto de Stuart, Flórida, com um olho 50 mi (85 km) de diâmetro.  O furacão atingiu a costa quase no mesmo local que o furacão Frances, que atingiu a costa 21 dias antes.
Ao se mover para o interior no centro-leste da Flórida, o furacão produziu uma maré de tempestade de até 10 pés (3 m) no condado de St. Lucie. Em New Smyrna Beach, a maré de tempestade levou embora grande parte da praia a leste do paredão da cidade. O impacto geral da maré de tempestade foi menor do que o esperado, devido à tempestade que atingiu a maré baixa. Jeanne produziu ventos de pico de 190 km/h (120 mph) em um pequeno norte do centro perto de Sebastian, embora o Centro Nacional de Furacões tenha notado a possibilidade de os ventos mais fortes permanecerem sobre a água. O escritório do Serviço Nacional de Meteorologia dos Estados Unidos em Melbourne registou ventos sustentados de 146 km/h (91 mph), que foi a leitura de vento sustentado oficial mais forte; leituras mais fortes não estavam disponíveis devido a falhas generalizadas de energia ao longo de seu trajeto. Rajadas de vento atingiram o pico de 206 km/h (128 mph) em Fort Pierce. Além dos ventos, o furacão deixou cair fortes chuvas nas proximidades de sua parede do olho, pico de 11,97 polegadas (304 mm) em Kenansville. As chuvas causaram inundações de água doce, bem como aumentaram os níveis ao longo do rio St. Johns. O furacão também produziu vários mesovórtices e tornados na parede do olho perto de onde se moveu para a costa.

## Dissipação

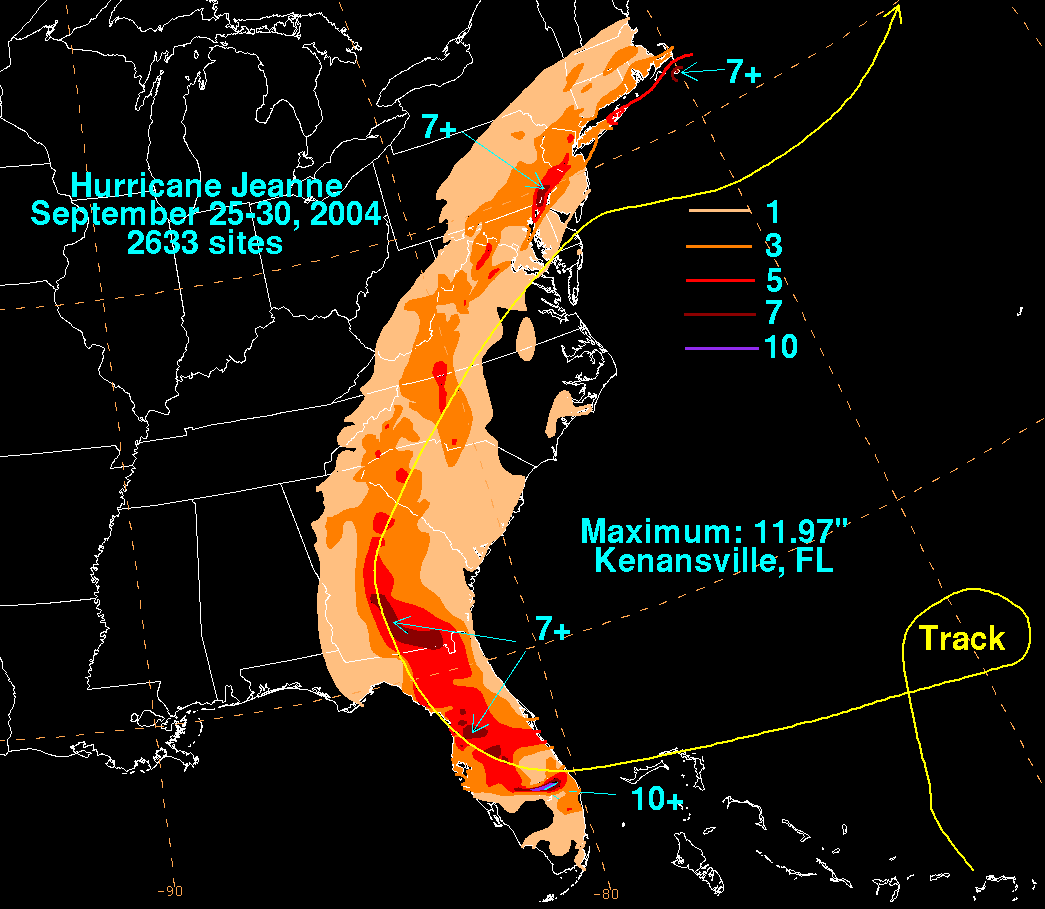
Resumo da precipitação para o furacão Jeanne

À medida que o furacão Jeanne se movia para o interior, a sua parede do olho interna se dissipou, e sua parede do olho externa rapidamente se tornou menos distinta. Ele virou oeste-noroeste sobre o estado, curvando-se ao redor da periferia oeste da cordilheira a nordeste. Por 14 horas após o landfall, Jeanne enfraqueceu para o status de tempestade tropical perto da área da Baía de Tampa. No oeste da Flórida, os ventos offshore produziram uma maré de 4,5 pés (1,4 m) abaixo do normal em Cedar Key ; no entanto, depois que a tempestade passou pela área, os ventos terrestres produziram marés acima do normal. Apesar das previsões iniciais de que emergiria no Golfo do México, a tempestade permaneceu sobre a terra e continuou a enfraquecer lentamente. No início de 27 de setembro, o ar seco foi arrastado para a periferia sul da circulação, o que diminuiu as tempestades ao sul. Depois de virar para o norte, Jeanne entrou no sul da Geórgia e enfraqueceu em uma depressão tropical.
Enquanto se movia para o norte, Jeanne continuou a produzir chuvas moderadas a fortes, incluindo mais de 7 polegadas (175 mm) no sul da Geórgia. Uma frente fria em toda a região fez com que a depressão se acelerasse para nordeste, combinando a humidade do Golfo do México com o ar frio e estável sobre as Carolinas. Essa combinação produziu fortes tempestades em toda a região, gerando seis tornados na Geórgia, oito na Carolina do Sul e oito na Carolina do Norte.
Depois de cruzar para a Virgínia, Jeanne fez a transição para um ciclone extratropical em 29 de setembro perto de Washington, D.C. Em Wilmington, Delaware, a tempestade gerou um tornado F2. Do outro lado do Atlântico Central e da Nova Inglaterra, a humidade da tempestade produziu chuvas leves a fortes, com totais de mais de 7 polegadas (175 mm) perto de Filadélfia e Nantucket. Depois de se tornarem extratropicais, os remanescentes de Jeanne viraram para o leste, saíram para o oceano Atlântico e se fundiram com uma frente fria.